# Boina de mohair
Boinas de mohair (en polaco, moherowe berety) - término con el cual se denomina en Polonia a las personas que de forma abierta expresan su religiosidad y cuyos pareceres en el ámbito de la política son consevadores, denominados también católico-nacionalistas. Esta designación proviene de los nombres de diferentes formaciones militares como las boinas verdes o rojas.
Se considera como el ejército de las boinas de mohair (polaco armia moherowych beretów) a las personas de edad avanzada, a menudo mujeres, seguras de sus creencias y simpatizantes de partidos conservadores como Prawo i Sprawiedliwość (Ley y Justicia) o Liga Polskich Rodzin (Liga de las Familias Polacas). Asimismo, en este grupo se incluye a los oyentes de Radio Maryja (Radio María), a los lectores de Nasz Dziennik (Nuestro Periódico) y a los espectadores de la cadena de televisión  Trwam (Persisto).
- Datos: Q2720578
- Multimedia: Mohair berets / Q2720578